# Illa d'estabilitat

Diagrama de l'Institut Unificat de Recerca Nuclear amb els períodes de semidesintegració mesurats experimentalment (quadrats) i predits dels núclids superpesants, ordenats per nombre creixent de protons i neutrons. El cercle indica la regió al voltant de Z = 112 on es preveu que estigui l'illa d'estabilitat.

En física nuclear, l'illa d'estabilitat és un conjunt d'isòtops d'elements superpesants que, segons les prediccions, podrien tenir períodes de semidesintegració considerablement més llargs que els dels isòtops coneguts d'aquests mateixos elements. Això faria que determinats núclids d'alguns elements transurànics fossin molt més estables que els altres.
L'illa d'estabilitat és un conjunt hipotètic de transurànics núclids que tenen una vida mitjana radioactiva molt més gran que la dels veïns isòtops. Aquest concepte sorgeix del model en capes del nucli atòmic, en què els nucleons es veuen com a objectes quàntics que es distribueixen al nucli en nivells d'energia de manera similar als electrons dels àtoms: quan un nivell d'energia està saturat de nucleons, això confereix una estabilitat particular al nucli. Així hi hauria números màgics de protons i neutrons que assegurarien una gran estabilitat als nuclis que els componen; els nuclis que tenen un "nombre màgic" de protons i un "nombre màgic" de neutrons s'anomenen doblement màgics".
L'illa d'estabilitat estaria formada essencialment per núclids que tinguessin un nombre màgic de neutrons, fins i tot el que seria doblement màgic.
S'observa que ja hi ha una illa d'estabilitat constituïda per l'urani 238, l'urani 235 i el tori 232, la vida mitjana dels quals són molt superior a la de tots els núclids naturals o artificials que els envolten.
El concepte de l'illa d'estabilitat fou proposat per primera vegada per Glenn T. Seaborg segons una hipòtesi segons la qual el nucli atòmic està configurat en «capes», de manera similar a les capes d'electrons dels àtoms. En ambdós casos, les anomenades capes només són grups de nivells energètics quàntics que estan relativament a prop l'un de l'altre. Els nivells energètics dels estats quàntics en dues capes diferents estaran separats per un buit relativament gran d'energia. Així doncs, quan els neutrons i protons omplin completament els nivells energètics d'una determinada capa del nucli, l'energia d'enllaç nuclear per nucli assolirà un mínim local, fent que aquesta configuració particular sigui més longeva que núclids propers que no han omplert les capes.

## Vida mitjana de núclids superpesants coneguts
Tots els transurànics són radioactius i els núclids més pesats que es coneixen actualment es presenten, més enllà de Z = 107 (bohri 270), un període radioactiu inferior a 10 segons:
| Z   | Element     | Isòtop conegut més estable | Període radioactiu |
| --- | ----------- | -------------------------- | ------------------ |
| 100 | Fermi       | 257Fm                      | 101 dies           |
| 101 | Mendelevi   | 258Md                      | 55 dies            |
| 102 | Nobeli      | 259No                      | 58 minuts          |
| 103 | Lawrenci    | 262Lr                      | 3,6 hores          |
| 104 | Rutherfordi | 267Rf                      | 1,3 hora           |
| 105 | Dubni       | 268Db                      | 16 hores           |
| 106 | Seaborgi    | 271Sg                      | 1,9 minuts         |
| 107 | Bohri       | 270Bh                      | 61 segons          |
| 108 | Hassi       | 277Hs                      | 9,7 segons         |
| 109 | Meitneri    | 278Mt                      | 7,6 segons         |
| 110 | Darmstadti  | 281Ds                      | 11 segons          |
| 111 | Roentgeni   | 280Rg                      | 3,6 segons         |
| 112 | Copernici   | 285Cn                      | 29 segons          |
| 113 | Nihoni      | 284Nh                      | 0,49 segons        |
| 114 | Flerovi     | 289Fl                      | 2,6 segons         |
| 115 | Moscovi     | 288Mc                      | 88 ms              |
| 116 | Livermori   | 293Lv                      | 61 ms              |
| 117 | Tennes      | 294Ts                      | 77,9 ms            |
| 118 | Oganessó    | 294Og                      | 0,89 ms            |

El descobriment de nuclis encara més pesats amb una vida mitjana més llarga seria, per tant, un pas important per entendre l'estructura del nucli atòmic.

## Patró en capes i nombres màgics
El model en capes del nucli atòmic implica l'existència de "números màgics Per tipus de nucleons a causa d'una estratificació de neutrons i protons en nivells d'energia quàntica al nucli, similar al que passa amb els electrons a nivell atòmic. En aquest model, els nombres màgics corresponen a la saturació d'una capa nuclear per un tipus de nucleó, cosa que resulta en una major estabilitat de tot el nucli; aquests números són: 2, 8, 20, 28, 50, 82, 126, 184.
Aquest model en capes permet en particular explicar les diferències d'energia d'enllaç nuclear observades en els àtoms en comparació amb els resultats basats en el model de la gota líquida del nucli atòmic obtinguts per la fórmula de Weizsäcker, o explicar per què el tecneci 43Tc no té cap isòtop estable.
Els resultats d'aquest model porten a considerar una illa d'estabilitat al voltant del nucli 310 126, doblement màgic amb 126 protons i 184 neutrons. Així són els primers termes de la família dels superactínids, i en particular la primera meitat dels elements del bloc g (fins a Z ≈ 130), es diu que són isòtops significativament més estables que altres nucleids superpesants, amb una vida mitjana superior a un segon; segons la teoria relativista de camps mitjans, l'estabilitat particular d'aquests nucleids es deu a un efecte d'acoblament quàntic dels mesons ω, un dels nou anomenats "mesons" insípids.

## Ubicació de l'illa d'estabilitat
Els contorns exactes d'aquesta illa d'estabilitat, però, no estan clarament establerts, ja que el nombre màgic de protons sembla més difícil de precisar en els nuclis rics en neutrons que en els nuclis més lleugers, de manera que, segons els models, la màgia s'ha de buscar el número següent a 82 (el plom) per a Z entre 114 i 126.
La teoria MM (per microscòpic-macroscòpic) suggereix buscar una illa d'estabilitat concentrada al voltant del flerovi 298, el nucli del qual amb 114 protons i 184 neutrons seria "doblement esfèric", seguint el plom 208 (82 protons, 126 neutrons), a la qual la teoria relativista del camp mitjà (RMF) suggereix una illa difusa d'estabilitat al voltant dels nuclis 304 Ubn, 306 Ubb o 310 Ubh en funció dels paràmetres seleccionats.
La següent taula de nucleids il·lustra fins a quin punt aquests 298 Fl, 304 Ubn, 306 Ubb i 310 Ubh, que es mostren emmarcats sobre un fons vermell i que se suposa que són doblement esfèrics o doblement màgics segons les teories considerades, estan lluny dels isòtops fins ara sintetitzats, que ocupen una banda bastant estreta que acaba a Oganessó 294:
| Z → ↓ N | 112    | 113    | 114    | 115    | 116     | 117    | 118    | 119 | 120     | 121 | 122     | 123 | 124 | 125 | 126     | 127 |
| 170     | 282 Cn | 283 Nh |        |        |         |        |        |     |         |     |         |     |     |     |         |     |
| 171     | 283 Cn | 284 Nh | 285 Fl |        |         |        |        |     |         |     |         |     |     |     |         |     |
| 172     | 284 Cn | 285 Nh | 286 Fl | 287 Mc |         |        |        |     |         |     |         |     |     |     |         |     |
| 173     | 285 Cn | 286 Nh | 287 Fl | 288 Mc | 289 Niv |        |        |     |         |     |         |     |     |     |         |     |
| 174     | 286 Cn | 287 Nh | 288 Fl | 289 Mc | 290 Lv  |        |        |     |         |     |         |     |     |     |         |     |
| 175     |        |        | 289 Fl | 290 Mc | 291 Niv |        |        |     |         |     |         |     |     |     |         |     |
| 176     |        |        | 290 Fl | 291 Mc | 292 Niv | 293 Ts | 294 Og |     |         |     |         |     |     |     |         |     |
| 177     |        |        |        |        | 293 Niv | 294 Ts |        |     |         |     |         |     |     |     |         |     |
| 178     |        |        | 292 Fl |        |         |        |        |     |         |     |         |     |     |     |         |     |
| 179     |        |        |        |        |         |        |        |     |         |     |         |     |     |     |         |     |
| 180     |        |        |        |        |         |        |        |     |         |     |         |     |     |     |         |     |
| 181     |        |        |        |        |         |        |        |     |         |     |         |     |     |     |         |     |
| 182     |        |        |        |        |         |        |        |     |         |     |         |     |     |     |         |     |
| 183     |        |        |        |        |         |        |        |     |         |     |         |     |     |     |         |     |
| 184     |        |        | 298 Fl |        |         |        |        |     | 304 Ubn |     | 306 Ubb |     |     |     | 310 Ubh |     |
| 185     |        |        |        |        |         |        |        |     |         |     |         |     |     |     |         |     |

A més de les sensibilitats extremes que caldria assolir (de l'ordre del femtobarn, mentre que avui estem més al nivell del picobarn), tota la dificultat per produir nuclis situats a l'illot de l'estabilitat desitjada rau precisament en el fet que seria necessari tenir grans quantitats d'àtoms més lleugers molt rics en neutrons, en tot cas més rics que els que probablement es fan servir al laboratori en experiments de fusió nuclear tan avançats com els que serien necessaris per realitzeu aquest tipus d'experiment. Aquesta observació és, per descomptat, cada vegada menys certa, ja que ens dirigim a àtoms amb nombres atòmics cada vegada més alts: des del punt de vista de la relació neutró / protó, el nucli 298 114 hauria de ser més difícil de produir que el nucli 310 126, que per altra banda hauria de requerir una sensibilitat molt més gran per ser detectat.
Aquests enfocaments basats en el nombre màgic són, no obstant això, una mica obsolets, ja que els càlculs basats en túnels mostren que, si bé aquests nuclis doblement màgics probablement serien estables a la fissió espontània, haurien de patir desintegracions α amb una vida mitjana d'uns quants microsegons. D'altra banda, el Darmstadti 293 al contrari podria estar a prop del centre d'una illa d'estabilitat relativa definida per Z entre 104 i 116 i N entre 176 i 186.

## Vida útil d'aquests elements
Els articles de consum sovint mencionen períodes d'anys per a aquesta illa d'estabilitat, però l'ordre de magnitud dels nuclis amb més de cent protons no supera actualment les 16 hores per al dubnium 268, que té 105 protons i 163 neutrons; l'isòtop més estable de flerovi produït fins ara, el flerovi 289, tindria una vida mitjana de només 2,6 segons, amb 114 protons i 175 neutrons, mentre que el livermori 293 tindria una vida mitjana de només 61 mil·lisegons.
Per tant, no s'espera trobar nous núcleids amb una vida mitjana superior als pocs minuts.